# Pangur Bán

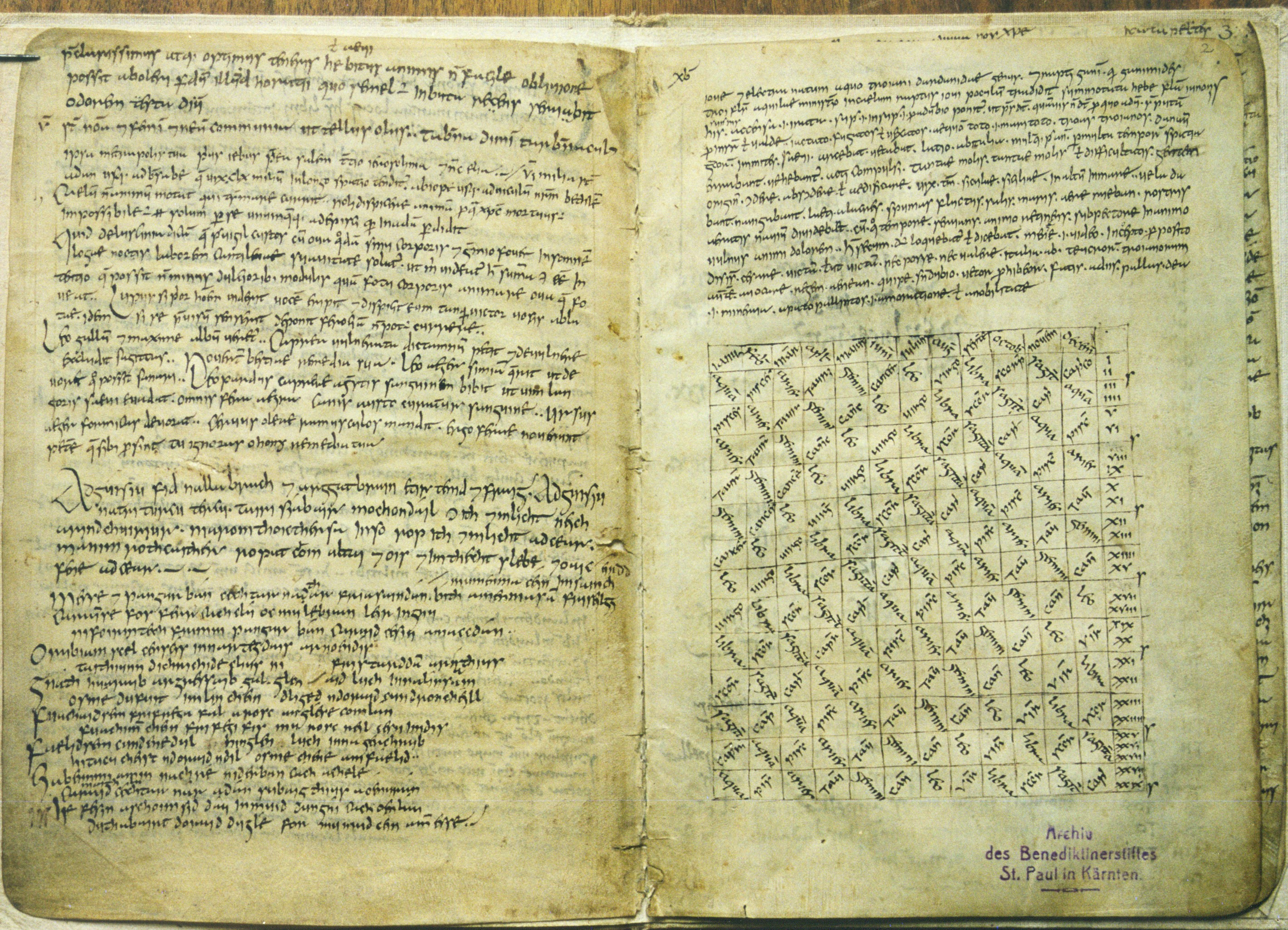
Pangur Bán dans le ' (en bas à gauche).

Pangur Bán est un poème en vieil irlandais. Il figure dans le Manuel de Reichenau (en), un manuscrit du IXe siècle conservé à l'abbaye Saint-Paul du Lavanttal, en Carinthie. Long de 32 vers répartis en huit couplets de quatre vers, il s'intéresse à un chat nommé Pangur, Bán faisant référence à la couleur blanche de son pelage. L'auteur, un moine irlandais anonyme, compare son travail de copiste à celui du félin chassant les souris.
Il existe plusieurs traductions de Pangur Bán en anglais. Les plus célèbres sont celles de Robin Flower et de W. H. Auden. Cette dernière a été mise en musique par Samuel Barber avec celles d'autres poèmes médiévaux irlandais anonymes dans son cycle Hermit Songs (en) (1953). Un chat nommé Pangur Bán apparaît également dans le film d'animation Brendan et le Secret de Kells (2009) dont l'intrigue se développe autour de la fabrication du livre de Kells.